# 杉本マチ子
杉本 マチ子（すぎもと マチこ、1948年7月28日 - ）は、日本の女優。東京都出身。松竹、鷲尾事務所に所属していた。本名同じ。富士見丘高等学校卒業。

## 出演

### 映画
- 進め!ジャガーズ 敵前上陸（1968年、松竹） -  女殺し屋グリーン
- 悪党社員遊侠伝（1968年、松竹） -  ゆかり[3]
- まっぴら社員遊侠伝（1968年、松竹） -  艶子[4]
- 夕陽の恋人（1969年、松竹） -  高倉京子[5]

### テレビドラマ
- 仮面ライダー 第32話「人喰い花ドクダリアン」（1971年11月6日、MBS / 東映） - 小田切千秋
- ターゲットメン 第2話「帰ってきた大海賊」（1971年10月16日、NET / 東映）
- ミラーマン 第2話「侵略者（インベーダー）は隣りにいる」（1971年12月12日、CX / 円谷プロ） - 石井レイ子
- 水戸黄門 （TBS / C.A.L）
  - 第6部 第27話「箱根の山は天下の嶮 ‐箱根‐」（1975年） - お静
  - 第7部 第7話「帰ってきた南部駒 ‐八戸‐」（1976年） - おりう ※杉本真智子名義
  - 第8部 第29話「妖雲晴れた桜島	-鹿児島-」（1978年1月30日） - 梓 ※杉本真智子名義
  - 第10部
    - 第3話「狐が化けたお姫様 ‐小田原-」（1979年8月27日） - お容 ※杉本真智子名義
    - 第21話「じゃじゃ馬娘はお医者様 -岩村-」（1980年1月7日） - お吉 ※杉本真智子名義

  - 第12部 第27話「瞼の母娘にめぐる春 ‐江戸・水戸-」（1982年3月1日） - おさわ
  - 第14部 第21話「鬼が棲んでた地獄島	-佐渡-」（1984年3月19日） - お紋
- 伝七捕物帳 （NTV / ユニオン映画）
  - 第93話 「とかく浮世は色と金」（1975年12月23日）- お夏
  - 第123話「悪い奴らは地獄行き」（1976年10月26日）- おあき ※杉本真智子名義